# Скрябіна Анастасія
Анастасі́я Скряб́іна (нар. 10 травня 1985) — українська гірськолижниця; учасниця зимових олімпійських ігор.

## З життєпису
Представляла Закарпатську область. В лютому 2010 року у Вістлері (Канада) на олімпійському турнірі з гірськолижного спорту була єдиною представницею України; посіла 34-те місце
Перебралася до канадського Ванкувера, працює у спортивній галузі. Побралася з бізнесменом зі США.